# 伊予鉄オート
伊予鉄オート株式会社（いよてつおーと）は、松山市に本社を置く伊予鉄グループの自動車ディーラーである。マツダの新車・中古車販売のほか、車検・点検整備を取り扱う。

## 沿革
- 1990年（平成2年）
  - 3月 - 会社設立。
  - 5月 - 南久米にて「オートザム伊予鉄松山」竣工。
- 1998年（平成10年）
  - 5月 - 「マツダオートザム伊予鉄松山」に店舗名変更。
  - 9月 - サービスセンターを開設、認証工場の認可。
- 1999年（平成11年）1月 - サービスセンター指定工場の認可。
- 2003年（平成15年）7月 -「いよてつオートサービスセンター」新築オープン。伊予鉄道株式会社からバス整備部門を移管。
- 2004年（平成16年）2月 - 資本金5,000万円に増資。
- 2008年（平成20年）4月 - マツダオートザム販売店で四国初の、マツダ認定中古車展示場「ユーカーランド」として認定。

## 主な店舗・営業所
- マツダオートザム伊予鉄松山 - 松山市南久米町241-1
  - 新車及び中古車販売。
- いよてつオートサービスセンター - 松山市空港通5丁目11-4
  - 車検・整備点検のほか、伊予鉄バスの整備部門を業務受託。